# Lijst van burgemeesters van Valkenburg (Zuid-Holland)
Dit is een lijst van burgemeesters van de voormalige Nederlandse gemeente Valkenburg (Zuid-Holland).
| Ambtsperiode | Naam burgemeester                                    | Partij of stroming | Bijzonderheden                                                       |
| ------------ | ---------------------------------------------------- | ------------------ | -------------------------------------------------------------------- |
| 1641         | Dirck Claesz van Oosten /Jan Maertensz van Langevelt |                    |                                                                      |
| 1647,1648    | Mees Jansz van Egmont / Willem Cornelisz Borsboom    |                    |                                                                      |
| 1817 - 1822? | Frederik Adrianus Sesseler                           |                    | schout                                                               |
| 1822? - 1837 | Johannes Christiaan Hummel                           |                    | tot 1825 schout, tevens schout/burgemeester van Katwijk (1817-1837)  |
| 1838 - 1852  | Frederik Adrianus Sesseler                           |                    | was eerder al vanaf 1817 schout                                      |
| 1852 - 1856  | Gerard Abraham Salomon Huygens                       |                    | tevens burgemeester van Katwijk (1837-1867) en Rijnsburg (1850-1856) |
| 1856 - 1880? | J. Muller                                            |                    |                                                                      |
| 1880 - 1881  | Matthijs Nicolaas Wijt                               |                    | later burgemeester van Opsterland                                    |
| 1881 - 1895  | R.F.C. de Bruijn                                     |                    |                                                                      |
| 1895 - 1903  | W.H. van Oordt                                       |                    |                                                                      |
| 1903 - 1938  | P. Lotsy                                             |                    |                                                                      |
| 1938 - 1952  | A.C. de Wilde                                        | ARP                |                                                                      |
| 1952 - 1956  | Pim (W.M.) van der Harst                             | CHU                |                                                                      |
| 1956 - 1969  | Marinus (M.A.) van der Have                          | CHU                |                                                                      |
| 1969 - 1985  | Nicolaas (N.) van 't Wout                            | ARP / CDA          |                                                                      |
| 1985 - 1995  | Cees (C.) Sinke                                      | CDA                |                                                                      |
| 1995 - 2001  | An (A.C.) Hommes                                     | VVD                |                                                                      |
| 2001 - 2006  | Joop (J.P.) van der Reijden                          | CDA                | waarnemend                                                           |